# Tabaristan

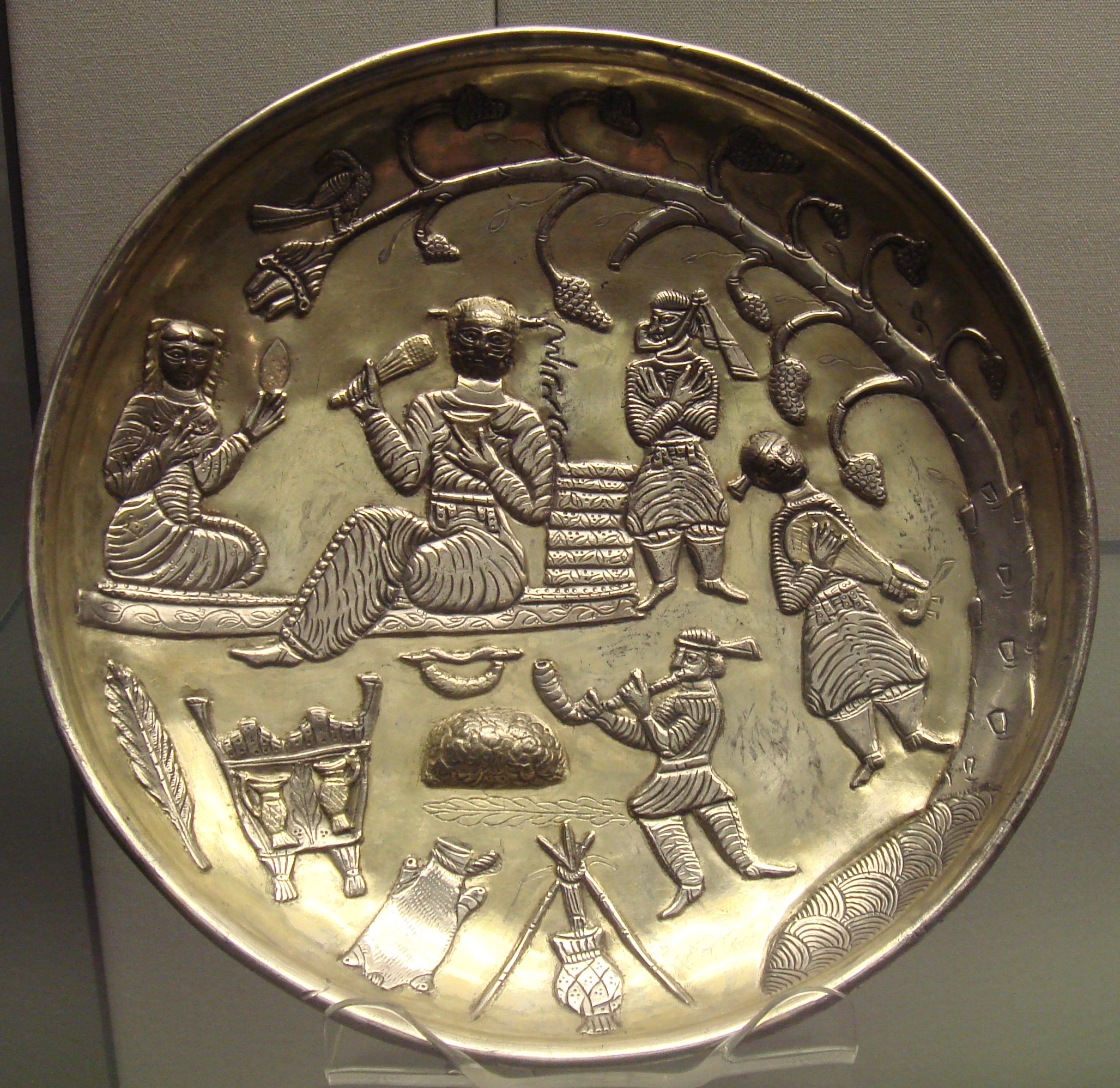
Plat de plata dels segles VII-VIII.

Tabaristan fou una regió al sud de la mar Càspia. Aquest nom li fou donat pel Regne de Tapúria (Tapuria) que és com es coneix al regne independent que el poble dels tapurs van establir a la costa sud de la mar Càspia a l'actual nord de l'Iran. El regne es va fundar fa uns 3000 anys. Es va sotmetre a tribut a l'imperi aquemènida, fins a la seva destrucció pels macedonis; Va quedar inclòs en l'imperi Selèucida; a la meitat del segle iii aC els grecs de les províncies orientals, encapçalats pel sàtrapa Diodot I de Bactriana, es van fer revoltar i es van aliar al sàtrapa Andràgores de Pàrtia que vers el mateix temps es va revoltar igualment i es va proclamar independent dels selèucides, i que possiblement va exercir algun domini sobre Tapúria però fou eliminat per la tribu nòmada dels parts que la reste del segle dominaven la regió. El 206 aC, després del pacte entre Bactriana i el rei selèucida Antíoc III el Gran, Eutidem I de Bactriana va iniciar la seva expansió a zones del nord-est de l'Iran fins a Pàrtia, probablement en les zones del que eren les satrapies de Tapúria i Traxiane (Mazanderan i Khurasan), dominis que si en algun moment va posseir, mai es van consolidar. Tapúria va restar en mans dels parts i segles després dels sassànides. Aquests hi van tenir comandants militars (ishpabadhs) que amb la conquesta van subsistir com a família dirigent sota diverses línies; poders locals van subsistir fins al 1596 quan el darrer fou suprimit pels safàvides; les seves capitals principals van ser Amol i Sari. Amb l'arribada dels àrabs la província fou coneguda com a Tabaristan i limitava a l'oest amb Gilan i Daylam i a l'est amb Gurgan. Aquesta zona fou perduda pel califat a mans dels alides i dels ziyàrides. Primer els samànides i després els gaznèvides la van voler conquerir para cap s'hi va consolidar. Els seljúcides hi van exercir la sobirania nominal, i el nom de Tabaristan que encara es conservava, fou substituït per Mazanderan, nom que es va imposar definitivament al temps dels mongols.